# Каррас, Тед (старший)
Теодо́р Джордж Ка́ррас-ста́рший (англ. Theodore George Karras Sr.; 31 января 1934, Гэри, Индиана — 26 января 2016, Краун-Пойнт, Индиана), более известный как Тед Ка́ррас (англ. Ted Karras) — американский профессиональный футболист. Играл за команды НФЛ «Питтсбург Стилерз», «Чикаго Беарз», «Детройт Лайонс» и «Лос-Анджелес Рэмс» на позиции защитника (дефенсив тэкл). Член Зала спортивной славы AHEPA (1983).

## Биография
Являлся одним из шестерых детей в семье грека и канадки. Его отец, Джордж Луис Каррас, родом с острова Хиос (Греция), был врачом по профессии, окончил Чикагский университет и получил учёную медицинскую степень в Канаде, где познакомился и женился на Эммелин Фионе Уилсон (имела английские, шотландские, а также французские корни), дипломированной медсестре, будущей матери Теда.
В 1952 году окончил среднюю школу.
Играл за команду Индианского университета, который окончил в 1956 году.
Служил в Корпусе морской пехоты США.
В 1972—1980 годах являлся членом Городского совета Гэри.
Работал учителем и футбольным тренером в средней школе.
Умер 26 января 2016 года незадолго до своего 82-летия.

## Личная жизнь

### Семья
Братья Лу (1927—2018) и Алекс (1935—2012), игроки НФЛ.
Сын Тед Каррас-младший (1964 г.р.), футболист, играл за «Вашингтон Редскинз» (1987), являлся главным тренером команды Университета Уолша (2012—2016).
Внук Тед Каррас III (1993 г.р.), футболист, играл за Иллинойсский университет в Урбане-Шампейне, играет за «Нью-Ингленд Пэтриотс» на позиции центра.